# Алотау
Алота́у (англ. Alotau) — місто в Папуа Новій Гвінеї, адміністративний центр провінції Мілн-Бей. Населення — 15 437 осіб (2012; 10 025 в 2000, 6 486 в 1990).

## Географія
Місто розташоване на північному березі затоки Мілн, за 365 км від Порт-Морсбі. Місто зв'язане автодорогою з Улумані; за 12 км знаходиться аеропорт Гурні, названий на честь лідера ескадрильї Чарльза Реймонда Гурні, який загинув тут в 1942 році.

### Клімат
Місто знаходиться у зоні, котра характеризується вологим тропічним кліматом. Найтепліший місяць — грудень із середньою температурою 26.4 °C (79.5 °F). Найхолодніший місяць — липень, із середньою температурою 24.5 °С (76.1 °F).
| Клімат Алотау           | Клімат Алотау | Клімат Алотау | Клімат Алотау | Клімат Алотау | Клімат Алотау | Клімат Алотау | Клімат Алотау | Клімат Алотау | Клімат Алотау | Клімат Алотау | Клімат Алотау | Клімат Алотау | Клімат Алотау |
| Показник                | Січ.          | Лют.          | Бер.          | Квіт.         | Трав.         | Черв.         | Лип.          | Серп.         | Вер.          | Жовт.         | Лист.         | Груд.         | Рік           |
| Середня температура, °C | 26,3          | 26,2          | 26            | 25,9          | 25,6          | 24,8          | 24,5          | 24,6          | 25,1          | 25,8          | 26,2          | 26,4          | 25,6          |
| Норма опадів, мм        | 219.7         | 225.1         | 239.7         | 256.2         | 232.4         | 213           | 202.3         | 184.5         | 237.5         | 218.3         | 144.2         | 169           | 2541.9        |
| Днів з опадами          | 20,7          | 19,9          | 21,2          | 19            | 17,6          | 13,9          | 14,4          | 12,6          | 13,6          | 14,1          | 14,4          | 16,3          | 197,7         |
| Вологість повітря, %    | 79.4          | 81.6          | 81.6          | 80.6          | 80.3          | 78.4          | 78.1          | 76.2          | 75.5          | 74.9          | 75            | 76.6          | 78.2          |
| ----------------------- | ------------- | ------------- | ------------- | ------------- | ------------- | ------------- | ------------- | ------------- | ------------- | ------------- | ------------- | ------------- | ------------- |
| Джерело: Weatherbase    |               |               |               |               |               |               |               |               |               |               |               |               |               |

## Історія
В 1942 році в районі міста японці зазнали своєї першої сухопутної поразки у війні. В 1969 році місто стає провінційним центром, перенесеним сюди з острова Самарай.
Туристичний Алотау відомий своїми кораловими рифами в затоці Мілн-Бей, де поширеним видом спорту є дайвінг.